# Iobitridol
Iobitridol là một phân tử được sử dụng làm thuốc cản quang trong hình ảnh X quang. 45,6% khối lượng phân tử được đóng góp bởi ba nguyên tử iod.
Xenetix 300 của Guerbet (Roissy, Pháp) chứa Iobitridol trong 300 mg iod/ml nồng độ. Liều trung bình được khuyến nghị là 1,1 đến 2,8 ml/kg khối lượng cơ thể tương ứng với 0,33 đến 0,84 g iod/kg khối lượng cơ thể người. Tiêm vào tĩnh mạch nó sẽ được thận lọc ra. Nó cũng được sử dụng để làm đầy khớp hoặc tử cung.
Iobitridol là không ion nhưng tan trong nước bởi một số nhóm -OH-.